# Aberdeen (Saskatchewan)
Aberdeen è un comune del Canada, situato nella provincia del Saskatchewan, nella divisione No. 15.